# Voetbalkampioenschap van Saale
Het voetbalkampioenschap van Saale (Duits: Gauliga Saale) was een van de regionale voetbalcompetities van de Midden-Duitse voetbalbond, die bestond van 1907 tot 1933. De kampioen plaatste zich telkens voor de Midden-Duitse eindronde en maakte zo ook kans op de nationale eindronde.
De twee grootste clubs uit Halle (HFC 1896 en Wacker) speelden voor 1907 in de competitie van Noordwest-Saksen. Tot 1919 heette de competitie 1. Klasse Saale. In 1919 reorganiseerde de voetbalbond de competities om het aantal competities terug te brengen naar zeven. De competitie van Saale-Elster en Saale werden verenigd onder de nieuwe Kreisliga Saale. In de praktijk bracht dit voor de clubs uit Saale geen verandering met zich mee omdat deze als sterker beschouwd werden en in de hoogste klasse bleven. De clubs uit Saale-Elster bleven in hun competitie, die nu als tweede klasse fungeerde. In 1923 werd deze hervorming ongedaan gemaakt en gingen beide competities opnieuw zelfstandig verder als Gauliga Saale en Gauliga Saale-Elster. 
In 1933 kwam de Nationaalsocialistische Duitse Arbeiderspartij aan de macht en werden de overkoepelende voetbalbonden en hun talloze onderverdelingen opgeheven om plaats te maken voor de nieuwe Gauliga. Enkel de twee beste teams uit Saale werden hiervoor geselecteerd. Wacker Halle werd meteen kampioen, maar hierna werd de competitie gedomineerd door andere teams. 

## Erelijst
- 1908 Hallescher FC 1896
- 1909 Hallescher FC 1896
- 1910 Hallescher FC Wacker
- 1911 Hallescher FC Wacker
- 1912 Hallescher FC Wacker
- 1913 Hallescher FC 1896
- 1914 Hallescher FC Wacker
- 1915 Sportfreunde Halle
- 1916 Borussia 02 Halle
- 1917 Hallescher FC 1896
- 1918 Hallescher FC 1896
- 1919 Hallescher FC 1896
- 1920 Hallescher FC Wacker

- 1921 Hallescher FC Wacker
- 1922 SV 98 Halle
- 1923 Borussia 02 Halle
- 1924 Hallescher FC Wacker
- 1925 Hallescher FC Wacker
- 1926 Sportfreunde Halle
- 1927 Sportfreunde Halle
- 1928 Hallescher FC Wacker
- 1929 Borussia 02 Halle
- 1930 Borussia 02 Halle
- 1931 Hallescher FC Wacker
- 1932 Hallescher FC Wacker
- 1933 Hallescher FC Wacker

## Eeuwige ranglijst

### Kampioenen
| Club                 | Titels |
| -------------------- | ------ |
| Hallescher FC Wacker | 12     |
| Hallescher FC 1896   | 6      |
| Borussia 02 Halle    | 4      |
| Sportfreunde Halle   | 3      |
| SV 98 Halle          | 1      |

### Seizoenen eerste klasse
Van seizoen 1921/22 is enkel kampioen Wacker Halle bekend, de zeven clubs die zowel in 1920/21 als in 1922/23 in de hoogste klasse speelden krijgen seizoen 1921/22 ook meegerekend. 
| Club                       | /26 | Periode (1907-1933)  |
| -------------------------- | --- | -------------------- |
| Hallescher FC Wacker 1900  | 26  | 1907-1933            |
| SV 1898 Halle              | 26  | 1907-1933            |
| VfL Halle 1896             | 26  | 1907-1933            |
| FV Sportfreunde Halle      | 24  | 1909-1933            |
| SpVgg Borussia 02 Halle    | 24  | 1909-1933            |
| VfL 1912 Merseburg         | 16  | 1916-1917, 1918-1933 |
| SC Favorit 1906 Halle      | 16  | 1917-1933            |
| SV Merseburg 99            | 10  | 1923-1933            |
| SpVgg 1919 Neumark         | 4   | 1927-1928, 1930-1933 |
| FC Preußen 1901 Merseburg  | 4   | 1914-1917, 1932-1933 |
| FC Preußen/Komet Halle     | 4   | 1921-1924, 1925-1926 |
| FK Minerva Halle           | 3   | 1914-1917            |
| FC Eintracht 1907 Halle    | 3   | 1926-1929            |
| FC Cöthen 02               | 2   | 1907-1909            |
| FV Favorit Diemitz         | 2   | 1914-1916            |
| Naumburger SV 05           | 2   | 1921-1923            |
| SpVgg 1903 Weißenfels      | 2   | 1921-1923            |
| FC 1910 Ammendorf          | 2   | 1928-1930            |
| SV 1922 Kayna              | 2   | 1929-1931            |
| VfB Schkeuditz             | 1   | 1931-1932            |
| RSV Sportbrüder 1904 Halle | 1   | 1924-1925            |

1907/08 · 1908/09 · 1909/10 · 1910/11 · 1911/12 · 1912/13 · 1913/14 · 1914/15 · 1915/16 · 1916/17 · 1917/18 · 1918/19 · 1919/20 · 1920/21 · 1921/22 · 1922/23 · 1923/24 · 1924/25 · 1925/26 · 1926/27 · 1927/28 · 1928/29 · 1929/30 · 1930/31 · 1931/32 · 1932/33